# Sporophila corvina
Sporophila corvina е вид птица от семейство Тангарови (Thraupidae).

## Разпространение
Видът е разпространен в Белиз, Еквадор, Колумбия, Коста Рика, Мексико, Никарагуа, Панама, Перу и Хондурас.